# Guilherme Arinos Lima Verde de Barroso Franco
Guilherme Arinos Lima Verde de Barroso Franco (Itacoatiara, 19 de fevereiro de 1917 — Rio de Janeiro, 5 de outubro de 2011) foi um economista brasileiro.
Foi  amigo e colaborador próximo do presidente Getúlio Vargas. Foi chefe de gabinete de dois ministros da Fazenda – Gastão Vidigal e Horácio Lafer – e colaborou na fundação, em 1952, do Banco Nacional de Desenvolvimento Econômico, atual BNDES, escrevendo seu estatuto e integrando a sua primeira diretoria. Foi, ainda, sócio do Banco Garantia.
Filho de Guilherme Arinos de Barroso Franco e de Alcina Lima Verde, Guilherme Franco trabalhou como oficial de gabinete de Getúlio Vargas no ano de 1942, com apenas 26 anos, durante o segundo governo do presidente, e tornou-se seu assessor pessoal. Foi ele que, em um pedaço de papel em branco, rascunhou o esboço de um banco de desenvolvimento.
Quando Getúlio foi eleito em 1950, seu trabalho serviu de base para a criação do BNDES, e foi convidado a tomar parte na diretoria. Foi presidente do Movimento Cívico-Cultural Getúlio Vargas.
Casado com Maria Isabel Barbosa de Barroso Franco, Guilherme Franco era pai de Gustavo Franco, que foi presidente do Banco Central do Brasil e um dos criadores do Plano Real.
Foi associado do Rotary Club do Rio de Janeiro até sua morte  e vice-presidente de Administração da Revista Brasil Rotário 